# Henneguya brachideuteri
Henneguya brachideuteri is een microscopische parasiet uit de familie Myxobolidae. Henneguya brachideuteri werd in 1997 beschreven door Kpatcha, Faye, Diebakate, Fall & Toguebaye. 